# Pleiotropía

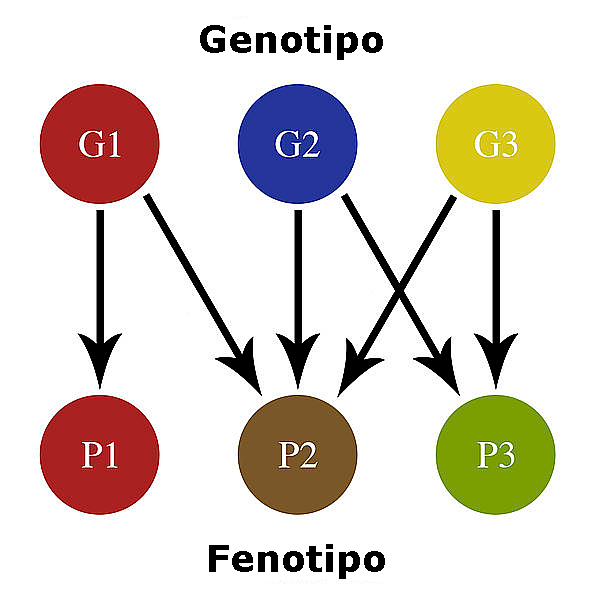
Esquema simplificado de afectación de un gen a varios fenotipos

En biología la pleiotropía (del griego  πλείων pleíōn, "más", y τρόπος trópos, "cambio") o polifenia (término menos usado) es el fenómeno por el cual un solo gen  o alelo es responsable de efectos fenotípicos o caracteres distintos y no relacionados.
Ejemplo de ello es la 
fenilcetonuria, para la cual un único gen varía la producción de una enzima, y esto produce deficiencia intelectual, problemas en la coloración de la piel, etc. 
Otro caso conocido es el de la talasemia, o anemia de células falciformes, en la que la mutación génica de un nucleótido convierte la hemoglobina normal en tipo S, lo que afecta de múltiples formas al organismo (cambio de forma en eritrocitos, fuertes dolores por todo el cuerpo, cierta resistencia a la malaria...).
El albinismo de los animales tiene un efecto pleitrópico en sus emociones, pues los hace más reactivos a su entorno (algo que parece ser consecuencia de la afectación del sistema visual).

## Pleiotropía y evolución
La pleiotropía da cuenta de los cambios correlativos que tienen lugar a lo largo de la evolución. Si hay selección natural de un rasgo controlado por un gen que a su vez determina otros rasgos, esos otros rasgos se verán también afectados por el proceso selectivo. Un ejemplo de variación correlativa es la alometría.